# Olivia Lee: Dirty Sexy Funny
Olivia Lee: Dirty Sexy Funny ist eine britische Fernsehsendung, die von Tiger Aspect Productions für Comedy Central UK & Ireland produziert wurde. Die ursprünglich für Oktober 2009 angekündigte Premiere wurde auf den 8. März 2010 verschoben.
In Deutschland wurde die Erstausstrahlung der ersten Staffel, die acht Episoden umfasst, nicht einmal eine Woche nach Beginn der britischen Premiere gestartet, die zweite Staffel war bisher nicht im deutschen Fernsehen zu sehen. 
In den Episoden verkörpert Lee verschiedene, teils wiederkehrende Charaktere, die verschiedene Lebenssituation durchleben.

## Charaktere
- Miss Single sucht an verschiedenen, meist falschen Orten nach einer großen Liebe. Dabei hat sie nur selten wirklich Glück.

- Miss Technophobe arbeitet in einem technisch hoch versierten Unternehmen, versteht allerdings kaum etwas von Technik (versteht u. a. den Unterschied zwischen einer echten Maus und einer Computer-Maus nicht).

- The Door Bitch bringt vorbeilaufende Passanten vor ihrem Nachtclub namens Nazi häufig ins Schwitzen.

- Lady Gatecrasher tritt auf vielen hoch angesehenen Veranstaltungen von einem ins nächste Fettnäpfchen.

- Bad Date bringt Menschen in Verlegenheit und behauptet, sie wären Kunden von ihr.

- Neurotic Flatmate bringt Menschen zur Verzweiflung, als Mitbewohnerin unhaltbar.

## Staffeln

### Episodenliste
| Nummer (gesamt) | Nummer (Staffel) | Erstausstrahlung | Deutsche Erstausstrahlung |
| 01              | 01               | 8. März 2010     | 14. März 2010             |
| 02              | 02               | 15. März 2010    | 21. März 2010             |
| 03              | 03               | 22. März 2010    | 28. März 2010             |
| 04              | 04               | 29. März 2010    | 4. April 2010             |
| 05              | 05               | 5. April 2010    | 11. April 2010            |
| 06              | 06               | 12. April 2010   | 18. April 2010            |
| 07              | 07               | 12. April 2010   | 25. April 2010            |
| 08              | 08               | 30. April 2010   | 2. Mai 2010               |

| Nummer (gesamt) | Nummer (Staffel) | Erstausstrahlung |
| 09              | 01               | 28. März 2011    |
| 10              | 02               | 4. April 2011    |
| 11              | 03               | 11. April 2011   |
| 12              | 04               | 18. April 2011   |
| 13              | 05               | 25. April 2011   |
| 14              | 06               | 2. Mai 2011      |
| 15              | 07               | 9. Mai 2011      |
| 16              | 08               | 16. Mai 2011     |

## DVD-Release
In Großbritannien erschien am 11. April 2011 eine Kollektion von 240 Minuten Sendungsmaterial auf DVD. Es könnte sich dabei um die erste Staffel handeln, das ist allerdings nicht abschließend geklärt.